# Romelfing
Romelfing – miejscowość i gmina we Francji, w regionie Grand Est, w departamencie Mozela.
Według danych na rok 1990 gminę zamieszkiwały 372 osoby, a gęstość zaludnienia wynosiła 35 osób/km² (wśród 2335 gmin Lotaryngii Romelfing plasuje się na 685. miejscu pod względem liczby ludności, natomiast pod względem powierzchni na miejscu 562.).